# SNJ (groupe)
Pour les articles homonymes, voir SNJ.
SNJ (acronyme de Somos Nós a Justiça) est un groupe brésilien de hip-hop, originaire de São Paulo. Formé en 1996, le groupe revient après une pause avec une nouvelle formation : Sombra, Cris, Rebeld, Minari, Cabeça et DJ Gilmar de Andrade. Le 16 mai 2019, le groupe se produit à l'Estúdio Showlivre en chantant quelques-uns de ses succès pour célébrer le 20e anniversaire de l'album Se tu Lutas, tu Conquistas.

## Histoire
SNJ est formé en 1996 avec : DJ Alex, Boca, Pelé, WF et Sombra. Cependant, le groupe ne prospère pas pour des raisons familiales et personnelles. L'année suivante, un nouveau line-up apparait avec Sombra, DJ Alex et Cabeça. Le groupe connaît plus de succès que le précédent, mais pas au point de se stabiliser sur la scène nationale. Sans DJ permanent après le départ d'Alex, la SNJ est aidée par les DJ Kill et Favela.
En 2011, le groupe annonce sa deuxième pause. En 2012, Sombra rejoint le groupe après une décennie de carrière solo, tout comme Rebeld et Cabeça, Cris étant le seul à n'avoir jamais quitté le groupe depuis son arrivée, et SNJ comprend également Minare (Beat Macker) et DJ Gilmar de Andrade. En 2013, SNJ sort son dernier album, Origens.

## Discographie

### Albums studio
- 1998 : A Sigla
- 2001 : Se tu Lutas, tu Conquistas
- 2003 : O Show Deve Continuar
- 2005 : Ao Vivo
- 2007 : A Esperança é o Alimento da Alma
- 2012 : Origens

### Albums live
- 2005 : SNJ - DVD e CD Ao Vivo

## Distinctions
| Prix               | Année | Catégorie                                     | Résultat   | Réf.  |
| ------------------ | ----- | --------------------------------------------- | ---------- | ----- |
| Video Music Brasil | 2001  | Meilleur clip de rap (Viajando na Balada)     | Nomination |       |
| Prêmio Hutúz       | 2001  | Groupe ou artiste solo                        | Lauréat    | [ 5 ] |
| Prêmio Hutúz       | 2004  | DJ de groupe (W-Jay)                          | Lauréat    | [ 6 ] |
| Prêmio Hutúz       | 2004  | Album de l'année (O Show Deve Continuar)      | Nomination | [ 6 ] |
| Prêmio Hutúz       | 2004  | Groupe ou artiste solo                        | Nomination | [ 6 ] |
| Prêmio Hutúz       | 2004  | Morceau de l'année (O Show Deve Continuar)    | Nomination | [ 6 ] |
| Prêmio Hutúz       | 2008  | Site d'un groupe de rap (SNJ - asigla.com.br) | Nomination | [ 7 ] |